# 590
Cette page concerne l'année 590  du calendrier julien. Pour l'année 590 av. J.-C., voir 590 av. J.-C. Pour le nombre 590, voir 590 (nombre).
L'année 590 est une année commune qui commence un dimanche.

## Événements
- 6 février : le roi sassanide de Perse Hormizd IV est déposé[1].
- 15 février : Khosro II, porté au pouvoir par les Grands révoltés, est couronné roi de Perse (fin de règne en 628)[2].
- 20 février[2] : le général Bahram Chubin, victorieux des Köktürks à Hérat en 589, se révolte contre Khosro II et marche sur Ctésiphon, prise le 28 février. Khosro II, battu, se réfugie en territoire byzantin[3].
- 9 mars : Bahram Chubin est couronné sous le nom de Vahram VI (fin en 591)[2].

- Début du règne de Kadungon (en), roi de la dynastie Pandya, en Inde (590-620). Il libère son pays de la domination des Kalabhra (en)[4].

### Europe
- Hiver 589-590 : épidémie de peste à Rome. Le pape Pélage II, atteint à son tour, meurt le 8 février[5].
- 26 mars : Pâques. 
  - L'empereur byzantin Maurice proclame Auguste son fils aîné Théodose, âgé de quatre ans[6].
  - Un peu avant cette date, le roi Authari publie un édit interdisant de baptiser les fils de Lombards dans une autre religion que l’arianisme[7].
- Printemps-été : attaque conjuguée des Francs et des Byzantins contre les Lombards. L’exarque de Ravenne marche contre Authari qui se réfugie dans Pavie. L’exarque s’empare d’Altinum, de Modène et de Mantoue. Childebert II envoie une forte armée franco-alamanique commandée par vingt ducs. Elle parcourt pendant trois mois l’Italie du Nord, mais est incapable d’enlever les villes, où les Lombards se sont repliés à l'abri de leurs fortifications. La disette et la maladie contraignent les Francs à se retirer. Les Lombards leur offrent un tribut de 12 000 sous d'or annuels pour la paix. Gontran accepte, mais Childebert réserve sa réponse[8],[9],[10]. La paix avec les Francs renforce le royaume lombard. Les Byzantins, libérés par la paix avec la Perse, se détachent des Francs, qui cessent d’intervenir en Italie[10].
- 3 septembre : consécration de Grégoire Ier le Grand[6], élu  pape par acclamation du peuple et du clergé (fin de pontificat en 604).
- Automne : l'empereur Maurice marche à la tête des troupes byzantines contre les Avars vers Anchialos[11].
- Début novembre : Théodelinde de Bavière, la veuve de Authari épouse Agilulf, duc de Turin, qui assure le gouvernement du royaume lombard[12].
- Mi-novembre : synode de Metz. Aegidius, évêque de Reims est condamné pour sa collaboration avec Chilpéric, déposé et exilé à Strasbourg. Le roi Gontran obtient la levée de l'excommunication des princesses Chrodielde et Basine, moniales révoltées de Sainte-Croix de Poitiers en 589[13].

- Le breton Waroch attaque de nouveau les pays rennais et nantais. Gontran envoie contre lui les ducs Beppolène et Ebrachaire. Beppolène est battu et tué dans les marais de l'Oust. Ebrachaire entre dans Vannes et obtient la soumission du chef breton. Au retour, l'arrière-garde de l'armée franque tombe dans une embuscade au passage de la Vilaine[9].
- Invasion de sauterelles en Carpetanie (la Mancha, en Espagne), en Auvergne et en Italie (590-591)[14].
- Peste dans la vallée du Rhône, qui ravage les villes de Viviers et Avignon[15].

## Décès en 590
- 7 février[16] (ou 8 février): Pélage II, le seul pape à mourir de la peste.
- 5 septembre : Authari, roi lombard d'Italie[7].